# Želénky

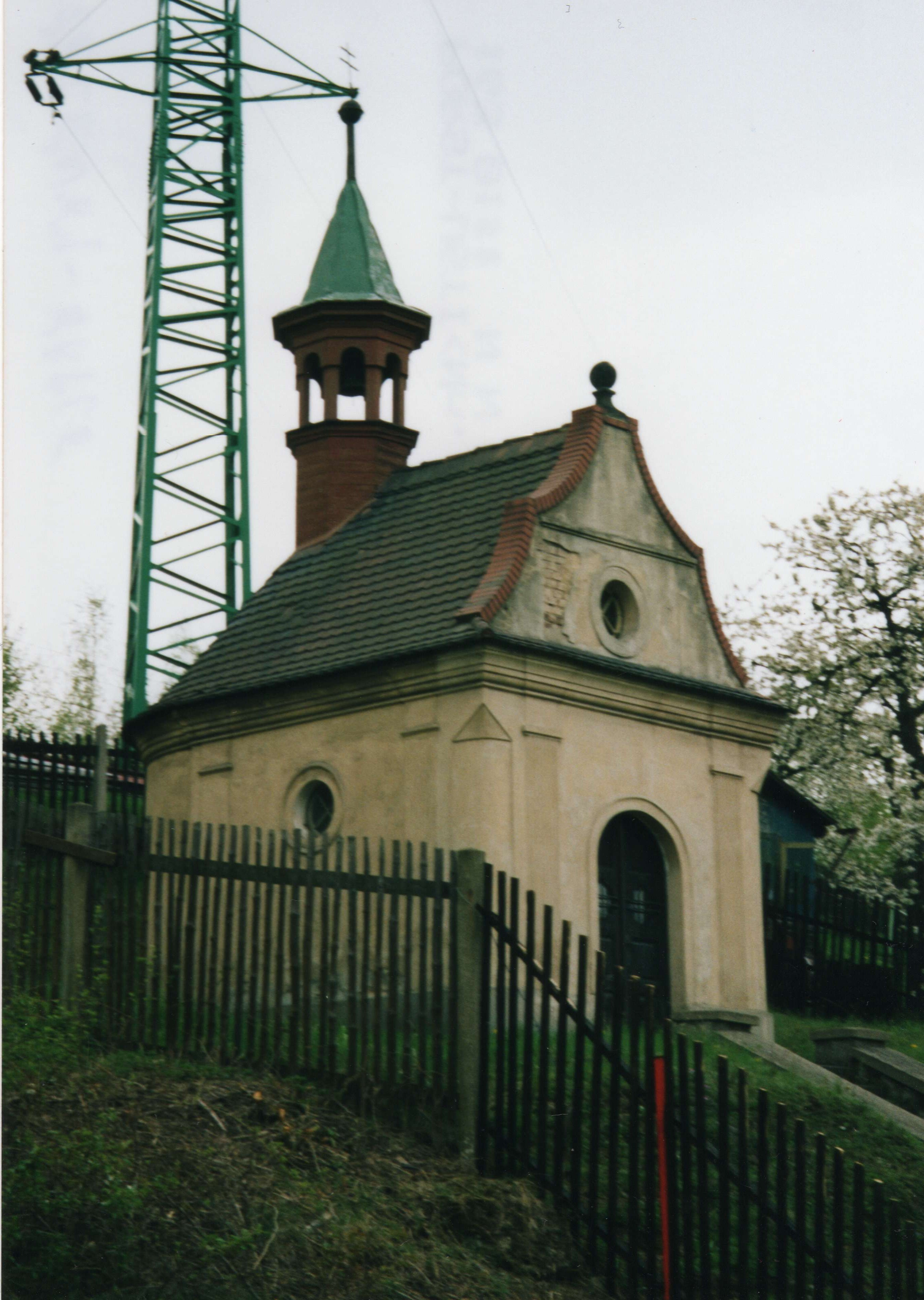
Kapelle

Želénky, bis 1924 Zelenky (deutsch Schellenken) ist ein Ortsteil der Gemeinde Zabrušany im Okres Teplice, Tschechien. Er liegt einen Kilometer südwestlich von Zabrušany im Nordböhmischen Becken.

## Geographie
Želénky befindet sich im Tal des Baches Bouřlivec (Katzenbach). Östlich erhebt sich auf dem Rothen Berg (Želénský kopec) die Kippe der Grube Konkordia und im Westen die Kippe der Grube Fučík (226 m). Am westlichen Ortsrand verläuft die Bahnstrecke Ústí nad Labem–Chomutov. Östlich verläuft die E 442 / I/13 zwischen Bílina und Teplice, dahinter liegt das Schloss Tuchlov.
Nachbarorte sind Hudcov, Zabrušany und Všechlapy im Norden, Štěrbina, Straky und Kladruby im Nordosten, Tuchlov, Pňovičky, Křemýž und Karolina im Osten, Hostomice im Südosten, Chotějovice und Ledvice im Süden, Libkovice, Nový Dvůr und Duchcov im Westen sowie Křínec und Lahošť im Nordwesten.

## Geschichte
Der seit den 1930er Jahren mit dem Abraum der Grube Konkordia überkippte Želénský kopec (Rother Berg) gehörte zu den bedeutenden archäologischen Fundstätten in Böhmen, deren Funde von der Altsteinzeit bis ins 9. Jahrhundert datieren. Auf ihm wurden u. a. eine Siedlungsstätte der Knovízer Kultur sowie eine frühchristliche Hügelgrabstätte mit reichhaltigen und außergewöhnlichen Goldschmuckbeigaben entdeckt.
Die erste schriftliche Erwähnung des Dorfes erfolgte 1393. Der eisenhaltige Schieferton des Rothen Berges wurde seit dem Mittelalter abgebaut; das mit grauen oder weißen Adern durchzogene Gestein wurde u. a. für die Burgmauern der Feste Dux sowie für Mark- und Grabsteine verwendet. Im Jahre 1492 entließ König Vladislav II. Jagiello das Landadelsgut Zielenky aus dem Lehn und überließ es Jiří Želénský von Sebuzín als freies Eigentum. Jiří Želénský kaufte 1529 noch ein zweites Gut in Zielenky aus dem Lehn frei. Seine Erben veräußerten beide Güter zwischen 1530 und 1545 an Wenzel von Lobkowicz, der sie seiner Herrschaft Dux zuschlug. Im Jahre 1642 erbten die Grafen von Waldstein den Besitz. Aus der berní rula von 1654 ist zu entnehmen, dass Želénky zu dieser Zeit eines der wohlhabendsten Dörfer der Herrschaft war. 1680 erhob Johann Friedrich von Waldstein die Herrschaften Dux und Oberleutensdorf zum Familienfideikommiss. Noch bis in die 1740er Jahre soll in Schelenken eine hölzerne Feste gestanden haben. Im Jahre 1787 wurden in Schelenken 28 Häuser gezählt.
Im Jahre 1831 bestand Schelenken aus 30 Häusern mit 167 deutschsprachigen Einwohnern. Im Ort gab es einen obrigkeitlichen Meierhof und eine Schäferei. Pfarrort war Sobrusan. Bis zur Mitte des 19. Jahrhunderts blieb Schelenken der Fideikommissherrschaft Dux untertänig.
Nach der Aufhebung der Patrimonialherrschaften bildete Schelenken / Zelenky ab 1850 einen Ortsteil der Gemeinde Sobrusan im Leitmeritzer Kreis und Gerichtsbezirk Dux. Ab 1868 gehörte das Dorf zum Bezirk Teplitz. Wegen zu hoher Auslagen für die Unterhaltung der gemeinschaftlichen Verwaltung mit Sobrusan beschloss die Ortsvertretung Schellenken am 20. Februar 1883 die Abtrennung des aus 37 Häusern mit 317 Einwohnern bestehenden Dorfes von Sobrusan. Der Antrag wurde sowohl von der Bezirksvertretung Dux als auch der Bezirkshauptmannschaft Teplitz sowie der k. k. Statthalterei abgelehnt; wegen der zu geringen Größe von Schellenken und der hohen Passiva wurde die Erfüllung der mit einer Selbstständigkeit verbundenen Verpflichtungen in Frage gestellt. 1884 lehnte auch der Landtag die Abtrennung ab. Seit 1896 gehörte der Ort zum Bezirk Dux.
Der aufkommende Braunkohlenbergbau in der Umgebung führte zur Jahrhundertwende zu einer Bevölkerungsexplosion. 1890 hatte das Dorf 527 Einwohner, im Jahre 1900 lebten in Schellenken 1016 Personen, darunter 161 Tschechen. Im Jahre 1901 nahmen in Schellenken die Gruben „Vertrauen in Gott“ (Důvěřuj v boha) und „Aspern“ den Betrieb auf. 1903 eröffnete eine tschechische Schule. Der Anteil der tschechischen Bevölkerung wuchs weiter an. In den 1910er Jahren löste sich Schellenken / Želénky von Sobrusan los und bildete eine eigene Gemeinde. Im Jahre 1930 war Schellenken auf 1229 Einwohner angewachsen, darunter waren 806 Tschechen und 413 Deutsche. Zu dieser Zeit wurde die im Tagebau betriebene Grube „Konkordia“ einschließlich des zugehörigen Kraftwerkes zum größten Bergbaubetrieb des Ortes.
In Folge des Münchner Abkommens wurde Schellenken 1938 dem Deutschen Reich zugeschlagen und gehörte bis 1945 zum Landkreis Dux. Im Jahre 1939 hatte die Gemeinde 993 Einwohner. Während der deutschen Besetzung wurde am Ortsrand ein Zwangsarbeitslager für französische Kriegsgefangene und Ostarbeiter errichtet. Am 1. April 1943 wurde Schellenken mit Sobrusan zu einer Gemeinde Neubergen zusammengeschlossen, die ca. 2500 Einwohner hatte. Nach dem Ende des Zweiten Weltkrieges kam der Ort zur Tschechoslowakei zurück. Neubergen wurde wieder in die Gemeinden Zabrušany und Želénky aufgeteilt. Die deutschböhmische Bevölkerung wurde nach Kriegsende vertrieben. Im Jahre 1950 hatte Želénky 749 Einwohner, 1960 waren es 698. Nach der Aufhebung des Okres Duchcov wurde Želénky 1961 dem Okres Teplice zugeordnet und im selben Jahre nach Zabrušany eingemeindet. 1970 lebten in dem Dorf 523 Personen. Im Jahre 1991 hatte Želénky 353 Einwohner. Beim Zensus von 2001 lebten in den 92 Wohnhäusern des Dorfes 339 Personen. Insgesamt besteht der Ort aus 111 Häusern.
Seit 1997 führt Želénky ein Wappen.

## Sehenswürdigkeiten
- Kapelle
- Straßenbrücke über den Bouřlivec
- Bauerngehöft Nr. 1

## Söhne und Töchter des Ortes
- Ivan Kawaciuk (1913–1966), Violinist und Musikpädagoge
- Rudolf Čechura (* 1931), Schriftsteller und Schöpfer der Abendgruß-Figuren „Maxipes Fík“ und „Hugo z hor“